# Jilakin Lake
Jilakin Lake är en sjö i Australien. Den ligger i delstaten Western Australia, omkring 250 kilometer öster om delstatshuvudstaden Perth. Jilakin Lake ligger 264 meter över havet. Arean är 10,5 kvadratkilometer. Den sträcker sig 4,1 kilometer i nord-sydlig riktning, och 4,1 kilometer i öst-västlig riktning.
Följande samhällen ligger vid Jilakin Lake:
- Jilakin (120 invånare)

Trakten runt Jilakin Lake består till största delen av jordbruksmark. Trakten runt Jilakin Lake är nära nog obefolkad, med mindre än två invånare per kvadratkilometer. Genomsnittlig årsnederbörd är 472 millimeter. Den regnigaste månaden är maj, med i genomsnitt 67 mm nederbörd, och den torraste är februari, med 11 mm nederbörd.